# Трогон яванський
Трогон яванський (Apalharpactes reinwardtii) — вид трогоноподібних птахів родини трогонових (Trogonidae). Ендемік Індонезії.

## Опис
Довжина птаха становить 34 см. Верхня частина тіла зелена, хвіст синьо-зелений. Нижня частина тіла жовта, на грудях зелена смуга, на боках оранжеві плями. Дзьоб червоний, гола шкіра навколо очей синя.

## Поширення і екологія
Суматранський трогон є ендеміком індонезійського острова Ява. Він живе в гірських тропічних лісах західної частини острова на висоті 900-2500 м над рівнем моря.

## Раціон
Яванський трогон харчується здебільшого комахами, яких ловить в польті. Доповнює раціон фруктами і ягодами.

## Збереження
МСОП вважає цей вид вразливим. Популяцію яванського трогона оцінюють в 2500-10000 птахів. Йому загрожує знищення природного середовища, а також незаконний вилов птахів на продаж.